# Галеано, Оскар
О́скар Галеа́но (исп. Oscar Galeano; род. 1 мая 1966 в Колумбии) — колумбийский футболист, выступавший на позиции нападающего в 1980—1990-е годы.

## Биография
Оскар Галеано с самого детства был болельщиком «Мильонариос», однако он так и не сумел поиграть за эту команду в качестве футболиста. На взрослом уровне начал играть в футбол в составе команды «Депортиво Перейра». В 1989 году перешёл в «Атлетико Насьональ», с которым впервые в истории колумбийского футбола завоевал Кубок Либертадорес. Оскар Галеано в ходе победного турнира сыграл в семи матчах — шести играх группового этапа, а также в первой полуфинальной игре против уругвайского «Данубио». В этом матче Галеа был удалён с поля. Также нападающий принял участие в матчах за Межамериканский кубок против мексиканского УНАМ Пумас. «Атлетико Насьональ» выиграл обе игры (2:0; 4:1), и в каждой из них Галеа забил по голу.
В 1991 году Оскар Галеано уехал играть в венесуэльскую «Тачиру», и в розыгрыше Кубка Либертадорес 1991 отметился забитым голом в ворота своей бывшей команды — «Атлетико Насьоналя» (колумбийцы выиграли в гостях со счётом 2:1). Уже в середине года Галеано вернулся на родину, став игроком «Онсе Филипса» (ныне — «Онсе Кальдас»).
С 1992 по 1996 год выступал за «Энвигадо», затем ненадолго вернулся в «Тачиру». Поиграв за ряд команд из низших лиг, Оскар Галеано завершил карьеру футболиста после 1998 года.
Оскар Галеано является владельцем собственной футбольной школы в Колумбии.

## Титулы и достижения
- Вице-чемпион Колумбии (1): 1990
- Обладатель Кубка Либертадорес (1): 1989
- Обладатель Межамериканского кубка (1): 1989